# Centaurea tabriziana
Centaurea tabriziana — вид квіткових рослин родини айстрових (Asteraceae). Ареал: Іран.

## Морфологічний опис
Рослина до 55 см заввишки. Листки переважно ліроподібні. Верхні стеблові листки мають 4–8 пар сегментів, вони довші ніж квіткові голови; верхні стеблові листки 5–10 × 0,5–3 см. Квіткові голови 30–40 мм. Колір обгорткових придатків коричнево-чорний.